# Prudence Boissière
Prudence Boissière  (* 1806 in Valognes; † 1885 in Paris) war ein französischer Romanist und Lexikograf.

## Leben und Werk
Boissière war sprachdidaktisch, psychologisch und philosophisch breit interessiert. Nach schulpädagogischer Tätigkeit bis 1856  wurde er Mitarbeiter von Pierre Larousse, in dessen Verlag er publizierte  und dem er 1875 als Leiter des Riesenunternehmens des Grand Dictionnaire Universel du XIXe Siècle nachfolgte.  Viele seiner heute vergessenen Bücher publizierte Boissière unter dem Pseudonym Prudence Sièrebois. Innovatorischen Charakter hatte seine lexikografische Tätigkeit.
Boissière kam als Französischlehrer in Großbritannien mit dem von Peter Mark Roget 1852 unter dem Titel Thesaurus of English Words and Phrases publizierten begrifflich geordneten Wörterbuch in Berührung. Im Unterschied zu vielen anderen Imitatoren von Roget (wie z. B. Franz Dornseiff mit seinem Buch Der deutsche Wortschatz nach Sachgruppen) entwickelte Boissière Rogets Wörterbuchkonzept weiter, indem er die unter jeweils einem Schlüsselwort versammelten Sachgruppen in die alphabetische Reihenfolge der Schlüsselwörter brachte (z. B. die Sachgruppe OPINION hinter der Sachgruppe ONZE), statt sie wie Roget begrifflich zu gruppieren. Während bei Roget Makro- wie Mikrostruktur des Wörterbuchs begrifflich geordnet sind, gibt Boissière beiden eine alphabetische Ordnung. Der bei Roget wie bei Boissière zusätzlich nötige alphabetische Index steht bei Roget hinter dem begrifflichen Wörterbuch, bei Boissière (auf jeder Seite) über dem begrifflichen. Ein weiterer Unterschied besteht darin, dass Boissière alle Einzeleinträge der Sachgruppe mit einer Definition oder einem Kontext versieht. Diesem Typus gab Boissière den Titel Dictionnaire analogique (Paris 1862, 9. Auflage 1900), der sich in Frankreich durchsetzte, wenn auch das Konzept von den Nachfolgern (Paul Rouaix, Charles Maquet, Paul Robert, Daniel Delas/Danielle Delas-Demon, Georges Niobey u. a.) abgewandelt wurde (durch Verzicht auf das Definitionsprinzip und Rückkehr zur begrifflichen Gliederung innerhalb der einzelnen Sachgruppe). Nachfolger fand Boissière auch in den Vereinigten Staaten, wo sein Konzept  unter dem Titel Thesaurus Dictionary vertreten ist. In Deutschland ist dieser Wörterbuchtyp inexistent.

## Werke
- Grammaire rationnelle, ou Méthode pour introduire dans l’enseignement de la langue française l’exactitude et la précision des sciences mathématiques, Paris 1839; Grammaire graduée, ou Méthode pour introduire l’exactitude et la précision dans l’enseignement de la langue française, Paris 1851
- Dictionnaire analogique de la langue française. Répertoire complet des mots par les idées et des idées par les mots, Paris 1862 (XI-IV-1439-32 Seiten)
- Du Progrès dans les langues par une direction nouvelle donnée aux travaux des philologues et des académies, Paris  1863
- Revue analogique des mots français. Etudes sur le fond même de la langue. Livre de l'élève. Livre du maître, 2 Bde.,  Paris  1864, 1880
- Force et faiblesse de la Religion devant le siècle. Un moyen pour trancher le noeud et faire enfin triompher la force ou succomber la faiblesse, Paris 1865
- La morale fouillée dans ses fondements. Essai d'anthropodicée, Paris  1866
- Revue syntaxique. Etudes sur les règles de la grammaire française, ramenées à une exactitude rigoureuse, avec de nombreux exercices, Paris  1869
- Clef des Dictionnaires, au moyen de laquelle beaucoup de recherches jusqu’alors à peu près impossibles deviennent faciles dans tous les dictionnaires, Paris 1872
- Autopsie de l'âme. Identité du matérialisme et du vrai spiritualisme, Paris 1873
- Canevas d’une philosophie claire et pratique déduite de l’autopsie de l’âme, Paris 1873
- La Raison. Son mécanisme. Ses rapports décroissants avec la vérité, Paris 1873
- La Philosophie du réel fondée sur la réalité localisée et vivante des idées individuelles, Paris 1875
- Psychologie réaliste. Etude sur les éléments réels de l'âme et de la pensée, Paris  1876
- La Pensée. Comment et par quoi elle est produite, Paris 1879
- Mécanisme de la pensée, Paris 1883